# Festival des Tragos
Le Festival de Tragos a lieu durant les mois de juillet et août à Cavalaire-sur-Mer, dans le Var. La grande cinquantaine de représentations sont assurées durant ces deux mois par plus de 30 compagnies amateurs et professionnelles et par la Compagnie de Tragos, organisatrice du festival.

## Historique du Festival
- 1968 : création de la Compagnie de Théâtre Amateur : Les Tragos
- 1972 : la salle de Théâtre à Cavalaire est détruite pour faire place à un immeuble de rapport. Les Tragos errent de salles provisoires en magasins et garages occasionnels.
- 1975 : les Tragos découvrent une ferme désaffectée en voie de délabrement et l’occupent peu à peu.
- 1976 : en quelques mois les nombreux bénévoles de l’association se mobilisent pour rendre cette bâtisse vivable en réparant et restaurant les outrages de l’abandon.
- 1977 : ils réalisent une scène en terre battue afin d’y produire quelques animations pendant l’été.
- 1978 : les Tragos construisent une scène plus élaborée, installant quelques spots et reçoivent deux compagnies régionales de Théâtre Amateur sur un week-end tandis qu’ils assurent leurs propres prestations pendant tous les week-ends de l’été.

C’est le 1er Festival de Théâtre de Pardigon. 50 chaises dépareillées, glanées ici et là. Pas de parking : les premiers spectateurs garent leur véhicule derrière les chaises. À partir de là, la municipalité octroie une subvention de 10 000 Frs. À partir de 1985 jusqu’en 2007 – Le Festival prend de l’ampleur. Il s’étale sur deux mois comme aujourd’hui. La municipalité nouvelle s’engage à une aide financière et matérielle plus importante.
Le Festival va perdre son identité Amateur en recevant de plus en plus de professionnels, même si la cheville ouvrière (la Compagnie de Tragos) reste sous l’appellation noble d’amateur. Son matériel technique, avec sa permanente évolution, nécessite aujourd’hui l’emploi de deux régisseurs professionnels pour répondre aux exigences des compagnies invitées.
La reconnaissance du travail se fait ressentir avec l’apparition, ces dernières années, de subventions départementales puis régionales qui obligent à plus d’ambition quant à la sélection.
La ville voisine de La Croix-Valmer apporte aussi sa participation régulière.